# Mads Greve
Mads Greve (født 12. september 1989) er en dansk fodboldspiller, der spiller for Vejle Boldklub som forsvarer.

## Karriere

### Odense Boldklub
Tekst mangler, hjælp os med at skrive teksten

### FC Fredericia
Tekst mangler, hjælp os med at skrive teksten

### Vendsyssel F.F.
Mads Greve skiftede til Vendsyssel F.F. fra FC Fredericia i sommeren 2013. Mads Greve fik sin debut for Vendsyssel F.F. den 28. juli 2013 imod Vejle Boldklub i en 1-3-udebanesejr. Det blev offentliggjort den 18. november 2014, at Mads Greve havde forlænget sin kontrakt med klubben til udgangen af 2016.

### Vejle Boldklub
I sommeren 2017 meddelte Vejle Boldklub, at klubben havde skrevet unde på en treårig aftale med Greve. Dermed returnede han til klubben, som han også spillede for i ungdomsårene som juniorspiller. Greve var fast man lige fra start og dannede under træner Adolfo Sormani makkerpar i midterforsvaret med Rasmus Lauritsen. De sørgede ikke blot for, at VB overvintrede 2017/2018-sæsonen på førstepladsen i NordicBet Ligaen. Med blot 18 indkasserede mål, havde klubben også rækkens bedste forsvar.